# James Trapp
Pour les articles homonymes, voir Trapp.
James Trapp (né le 28 décembre 1969) est un ancien athlète américain spécialiste du sprint. 

## Palmarès

### Championnats du monde d'athlétisme en salle
- Championnats du monde d'athlétisme en salle 1993 à Toronto,  Canada
  -  Médaille d'or sur 200 m